# Hertsberge
Hertsberge (vls. Ertsberge) – dzielnica (deelgemeente) gminy Oostkamp w Belgii, w Regionie Flamandzkim, w prowincji Flandria Zachodnia, w okręgu Brugia. 1 stycznia 2020 roku liczyła 1995 mieszkańców. Do 31 grudnia 1976 samodzielna gmina.

## Demografia
Liczba mieszkańców, stan na 1 stycznia:
| Rok                | 1930 | 1947 | 1961 | 2020 |
| ------------------ | ---- | ---- | ---- | ---- |
| Liczba mieszkańców | 1053 | 1070 | 1020 | 1995 |